# 般若の面

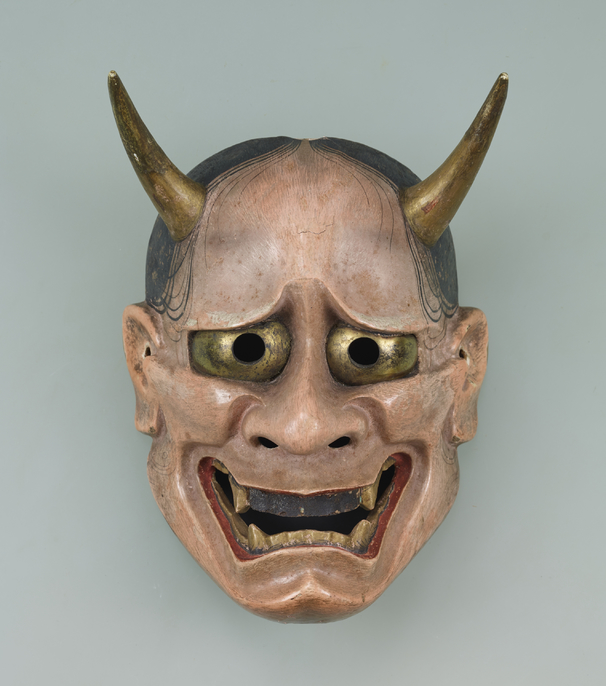
能面「般若」（重要文化財、東京国立博物館蔵）

般若の面（はんにゃのめん。般若面、般若とも）は、能面の一種である。女性の嫉妬と恨みを表現した怨霊の面で、『葵上』、『道成寺』、『黒塚（安達原）』などの能の演目で用いられる。

## 造形
| 般若面・表 |  | 裏 |
| 般若面・表 |  | 裏 |

般若は鬼女の面であり、額には金泥を塗った二本の長い角が生えている。頭頂部には、小面などの他の女体面と同じく、左右に分けた髪の毛が描かれているが、般若の場合は毛が乱れて凄まじさが表現されている。額には作り眉（本来の眉よりも上の方に眉墨で描いた眉）が描かれている。ひそめた眉の下にある眼は金色で、瞳孔の部分のみ穴が開いている。口はかっと大きく開かれ、金具をはめた上下の歯と二対の牙があらわになっている。
般若面の特徴は、上半分が眉根を寄せた悲しげな表情であるのに対し、下半分では大きく開かれた口が激しい怒りを表していることである。このような造形は、怒りと悲しみを抱えた鬼女の心の二面性を表現しているとされる。
般若面の肌は肉色に彩色されている。色味には、白っぽい肉色・肉色・濃い肉色があり、役柄によって使い分けることがある。

## 歴史

### 成立
能面の種類は、現在では250以上あると言われているが、能面に関する最古の史料である『申楽談儀』（1430年）に記されている面の名称はわずか14種ほどにすぎず、その中に「般若」の名は見られない。ただし『申楽談儀』には、能『葵上』の上演について記録されており、般若のような蛇系の鬼女面が使用されていた可能性もある 。
面の種類の分化が進んだのは16世紀に入ってからとみられ、1580年代から1610年代頃に能役者として活動した下間仲孝の著作には「般若」の名が登場する 。

### 名称の由来
般若面の由来にまつわる代表的な説は「般若坊という僧侶が創作したため」というものであるが、能楽研究者の野上豊一郎はこの説を否定している 。野上によれば、般若坊は概ね文明年間（1469年-1487年）頃の人物と思われるが、現代に伝わる般若面の中には、般若坊より前の時代の面打ち師（赤鶴、龍右衛門、夜叉、徳若、福来ら）の作と伝えられるものがあり、これらと般若坊の作品との間に大きな技法的差異はみられない。したがって、こんにち般若と呼ばれている面は、般若坊以前から存在していたと考えられる。
野上は、現在でいうところの般若面は、元々「鬼女の面」や「女の生霊の面」等の説明的な名称で呼ばれており、後に能面の名称が細分化していく中で「般若」という特称を与えられたのではないかと推測している。その際に「般若」という名が選ばれた理由として、以下の二つの説を挙げている。
1．同種の面の中で般若坊の作品が特に優れていたため、「般若坊の鬼女の面」などと呼ばれるようになり、それが次第に簡略化されて「般若」となった。
2．能『葵上』において、主人公である怨霊が般若心経を聞き「やらやら恐ろしの般若声や」という台詞を発する場面があることから、この役がかける面を「般若」と呼ぶようになった。
また、上記の説の他には、仏教用語で「智慧」を意味する語「般若」に由来するという説もある。一説では、赤鶴という面打ち師が神から智慧を授かってこの面を作ったことから「般若」と名付けられたという。
また、能楽師の二世金剛巌は、「般若の名のきたるところは（中略）諸説があるが、私は般若（知恵）を悪用するとこんな顔になるというのが一番面白いと思う」という見解を示している。同じく能楽師の八世観世銕之亟は、「般若というのは、仏教では解脱した、悟りをひらいた状態をいうのですが、実際は執心の角がはえたのを般若というわけで、皮肉といえば皮肉です。でも涅槃にいたる過程という考え方かもしれないとも言われています」と述べている。

## 用法

### 般若面を用いる能の演目
般若面を用いる主な能の演目は以下の通りである。これらの中でも『葵上』『道成寺』『黒塚』の三作品は、俗に「三鬼女」と呼ばれることがある。

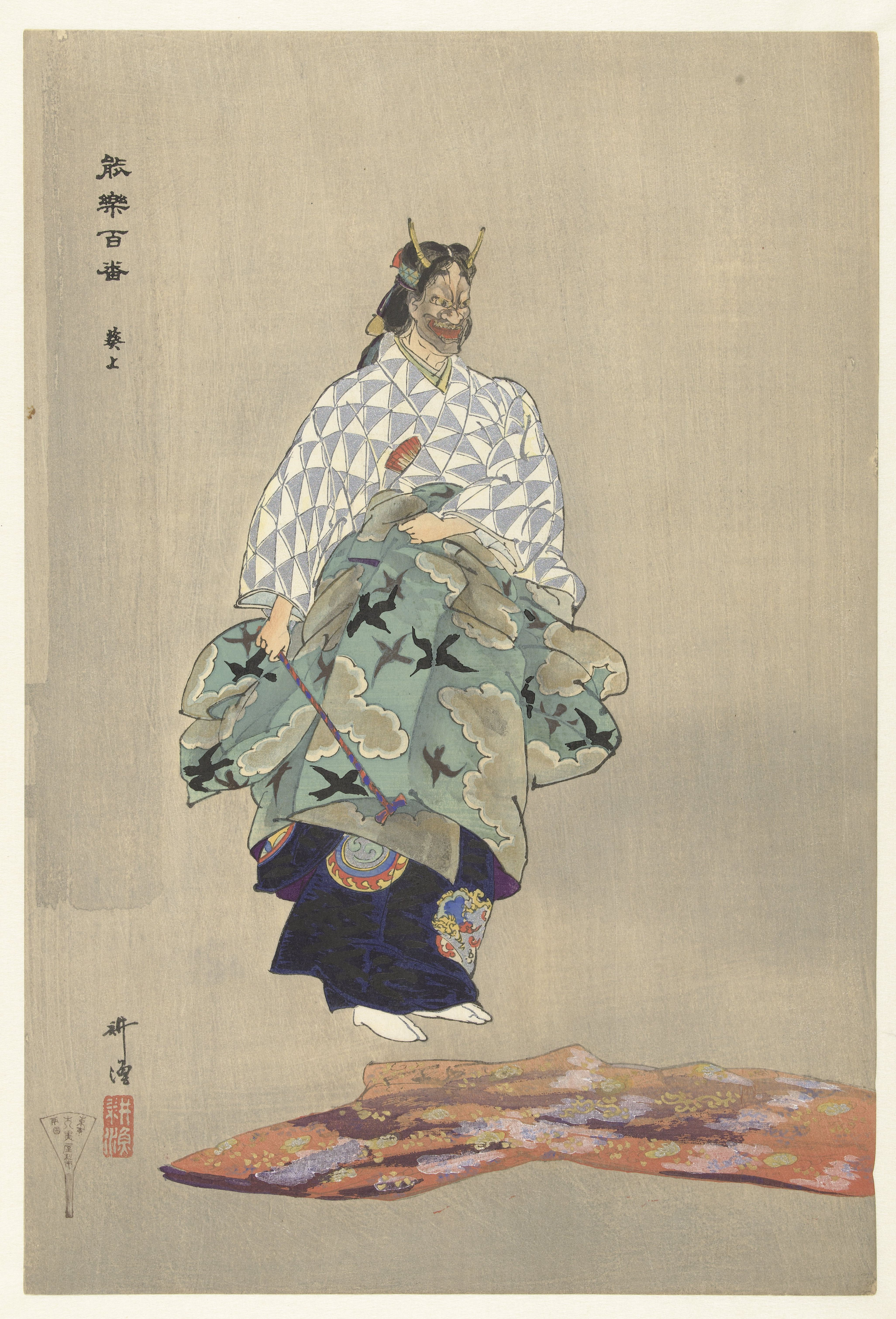
月岡耕漁画「葵上」

- 葵上 - 『源氏物語』の「葵の巻」を題材とした作品[22]。六条御息所の怨霊が、光源氏の正妻・葵上への恨みから鬼と化すが、僧の祈祷を受けて成仏するという内容[22][23]。六条御息所は、登場時は「泥眼」という女面をかけているが、途中で後見座（舞台後方）へ行き、面を般若に掛け替える[23]。

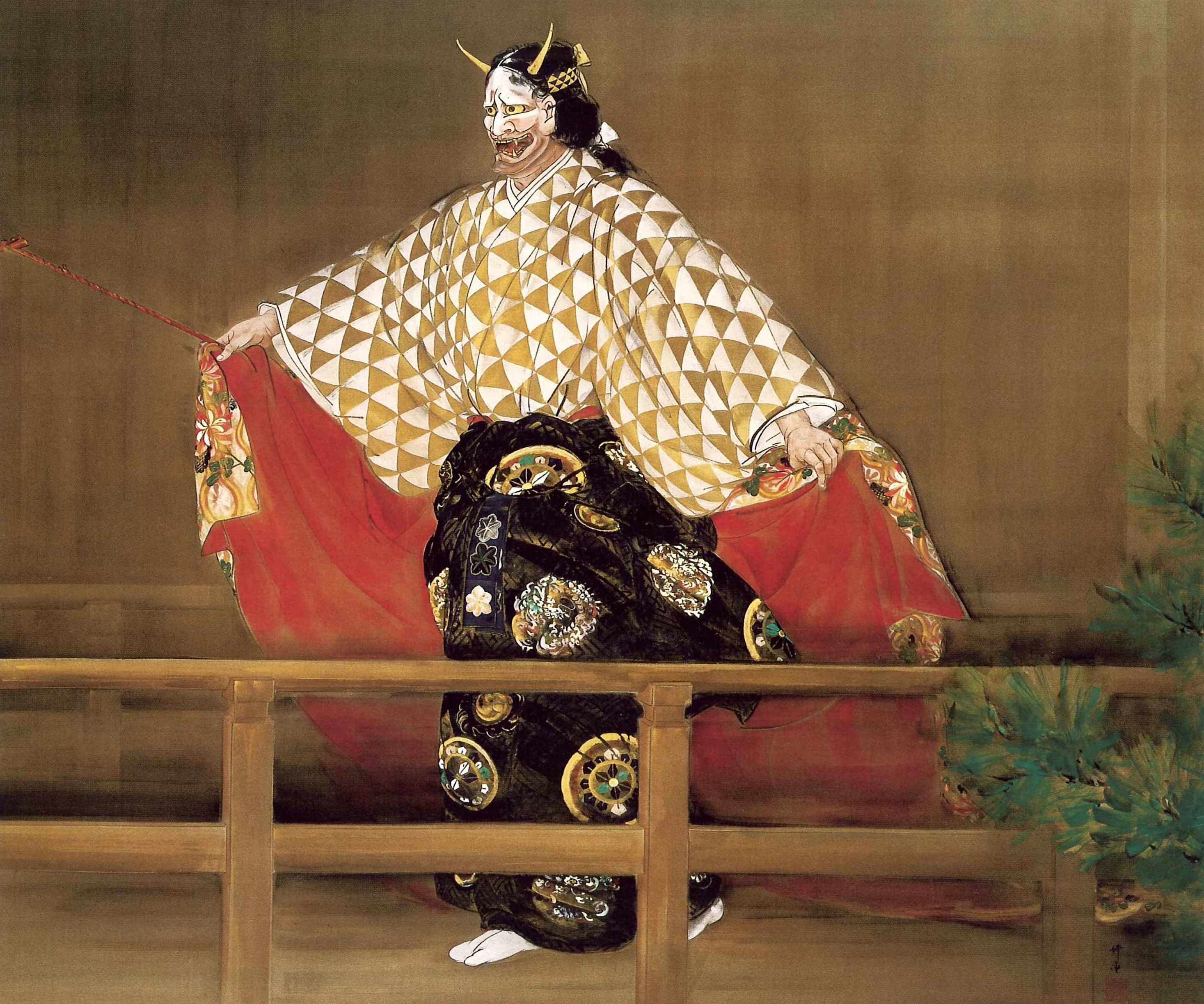
月岡耕漁画「道成寺」

- 道成寺 - 紀伊国道成寺を舞台にした物語[24]。この寺では昔、修行僧に恋をした女が大蛇となり、寺の鐘に隠れた僧を鐘ごと焼き殺したことがあった[25][24]。この女の怨霊が白拍子の姿となって再び寺に現れるが、僧の祈祷を受けて逃げ去る[25][26]。女は、登場時は「曲見」などの女面をかけているが、途中で舞台上に落下してくる鐘の中に飛び込み、暗い鐘の中で面を般若に替える[27][28]。演出によっては、般若の代わりに「蛇」や「真蛇」、「泥蛇」などの面を使う場合もある[29]。

- 黒塚（安達原） - 陸奥の安達ヶ原を旅する山伏一行は、一人の女の家に宿を借りるが、女が外出した隙に、寝屋に山積みされた死体を見てしまう[21]。女は鬼女と化して一行を追いかけるが、山伏の祈りによって消え去るという物語である[21]。演出によっては、般若の代わりに「真蛇」や「顰」などの面を使う場合もある[21]。

- 現在七面 - 日蓮上人のもとに現れた里女が、正体である大蛇の姿を現すが、上人の読経によって天女に変身するという物語[30]。大蛇が天女へと変身する場面では、シテは女面（増または小面）の上に般若を重ねてかけて登場し、途中で般若の面を外す[31]。

- 紅葉狩 - 平維茂が、美女に化けた鬼神を退治する物語である[32]。演出によって、鬼神を男と解釈する場合は「顰」の面を用いるが、女とする場合は般若が用いられる[33]。

- 鉄輪 - 夫に離縁された女が鬼となり、夫と後妻を呪うが、安倍晴明の祈祷を受けて退散する物語である[34]。「橋姫」や「生成」の面を用いるが、流儀によっては般若を使うこともある[35]。

### 舞台上での効果

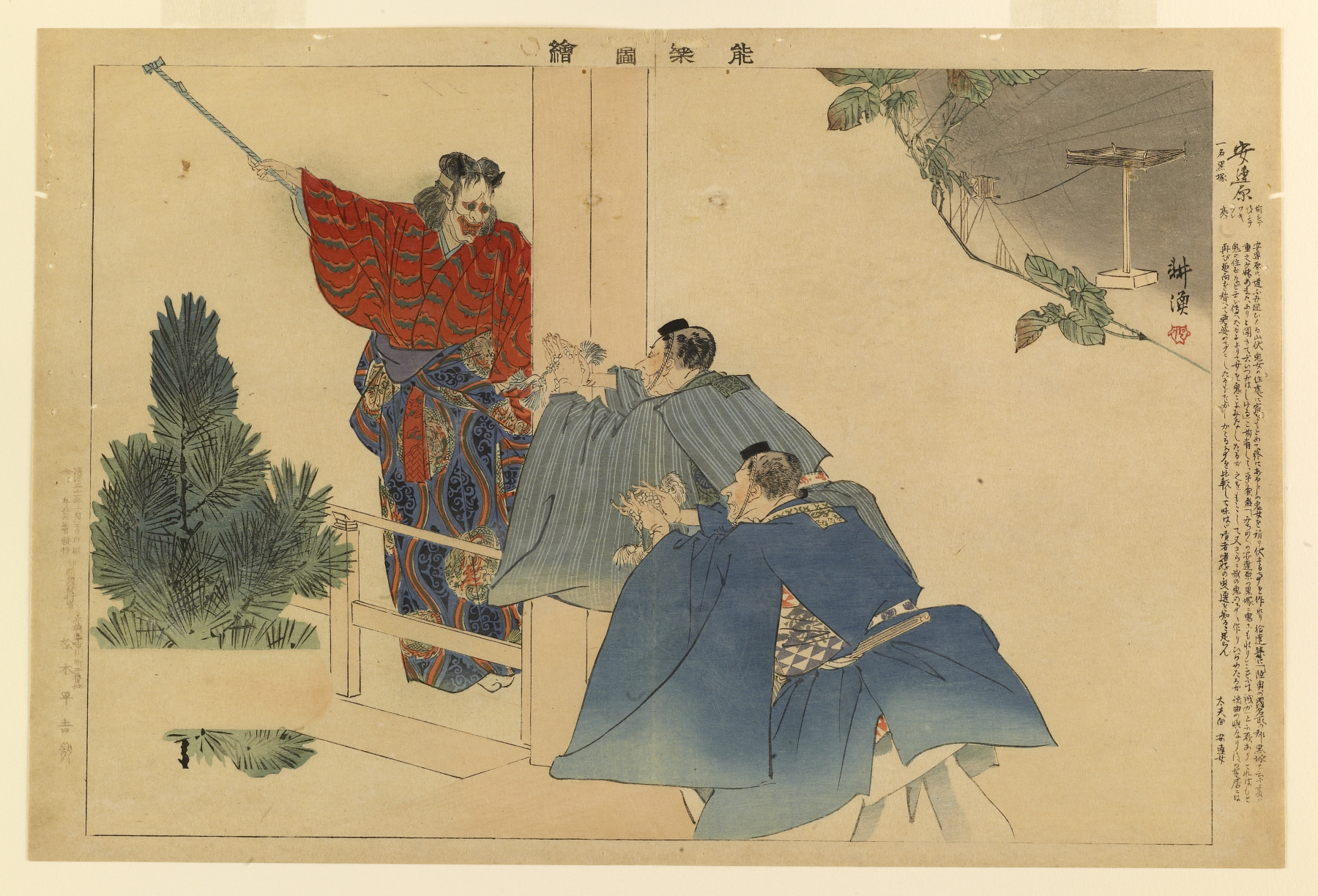
月岡耕漁『能楽図絵』より「安達原」。鬼女と僧の対決の場面。

般若面を用いる『葵上』『道成寺』『黒塚』等の演目には、祈祷をする僧と鬼女が対決する「イノリ」という場面がある。この場面では、祈祷に負けそうになった鬼女が、いったんは身を縮めて顔を伏せるものの、やがて振り切るように顔を上げ、僧をにらみつけるという所作が繰り返される。般若面は上半分と下半分で表情が異なるため（般若の面#造形参照）、イノリでは顔を伏せると悲しげな目元があらわれ、顔を起こすと猛々しい口元があらわれるといったように、役者の動きに応じて表情が変化して見える効果がある。

### 装束と面の選択
般若面をかける際の装束は、鬼女を象徴する鱗文様の擦箔と、丸紋尽くしの縫箔であることが多い。
般若面は、色彩と造形によって白般若・赤般若・黒般若と呼び分けられる。これらは役柄によって使い分けられることがあり、例えば、『葵上』に登場する六条御息所は貴族という設定であるため、品格のある白般若が選ばれる。他方、山奥に住む『黒塚』の鬼女には動物的な表情の黒般若が、『道成寺』の鬼女には白と黒の中間の品格をもつ赤般若がふさわしいとされる。

## 類面等との比較
能では女性の嫉妬や恨みや怒りの感情の烈度により能面を使い分ける。
女性の感情が高ぶり始め、人の存在を超越した存在になり始め、般若や蛇になる最初の過程の怨霊や生霊の女性を表したのが泥眼（でいがん）である。白眼と歯先が金色に塗られているのは既に人間という存在を超越し始めていることを表している。能『鉄輪』『葵上』で用いられる。また単に人を超越した女性を表すのにも使われ、能『海士』（あま）と『当麻』（たえま）では、龍女と菩薩になった女性を表している。
橋姫は目の下が赤く塗られ、泥眼より髪が乱れて目の金色が目立つように彩色されている。これは女性の凄惨な復讐心を表している。能『鉄輪』『橋姫』で用いられる。
般若の類面とされる生成（なまなり）は、女が鬼となる途中の姿を模した面で、額の両側に短い角が生えかけている。般若より夫に対する未練の情が残っている心理状態を表している。生成は、能『鉄輪』の専用面として用いられる。
また、般若と同じ女の怨霊の面で、より激しい怒りの様子を表したのが蛇（じゃ）や真蛇（しんじゃ）である。口から舌が覗いており、また面によっては耳がないなど、人間よりも蛇に近い顔つきをしている。仏教においては、昔から悟りの妨げとなる人身を毒蛇に喩えることがあった。特に女性は、男性と違って悟りに到達できない存在とみなされる中で、しばしば鬼女や毒蛇・悪蛇に擬せられ、愛欲が満たされないときには復讐のため人を殺めるとされた。蛇の能面は、その激情を表現したものと考えられる。蛇や真蛇は、「道成寺」において般若の代替の面として用いられる。
生成に対して、鬼女となった般若を「中成（ちゅうなり、なかなり）」と呼び、さらに怒りの進んだ蛇や真蛇を「本成（ほんなり）」と呼ぶことがある。
- 泥眼、江戸時代の17世紀、東京国立博物館蔵、重要文化財
- 橋姫、江戸時代の17世紀、東京国立博物館蔵
- 生成、江戸時代の18世紀か19世紀、東京国立博物館蔵
- 般若（中成）、江戸時代の17世紀か18世紀、東京国立博物館蔵
- 真蛇（本成）

## 大衆文化に登場する般若の面

### 映画
- 鬼婆 - 新藤兼人による1964年の映画。南北朝時代を舞台とした作品で、般若面をかけて夜道で人を脅す女が登場する[54]。
- アートマン（英語版）- 松本俊夫による1975年の実験映画。般若面をかけた人物をコマ撮りで撮影している[55]。

### ドラマ
- 桃太郎侍 - 日本テレビ制作で1976年から1981年に放送されたテレビ時代劇。高橋英樹演じる主人公・桃太郎がクライマックスで悪党の成敗に乗り込む際に着用する[要出典]。

### 漫画
- 能面女子の花子さん - 漫画作品。主人公の母親が般若の面を着用している[56]。

### ゲーム
- のぼらんか - 1986年発売のアーケードゲーム。ボスのワルサー大王が般若の面を着用している[要出典]。
- ドラゴンクエストIII そして伝説へ… - 1988年発売のロールプレイングゲーム。防具「般若の面」というアイテムが登場する[57]。
- クロックタワーゴーストヘッド - 1998年発売のテレビゲーム。般若面をかけた殺人鬼・才堂不志人というキャラクターが登場する[58]。
- 龍が如く - アクションゲームシリーズ。登場人物の一人・真島吾朗が般若の刺青を入れている[59]。
- 閃乱カグラ SHINOVI VERSUS -少女達の証明- - 2013年発売のアクションゲームで、少女キャラクターの叢が般若の面を着用している[60]。
- 東方Project - 弾幕系シューティングゲームを中心とした一連の同人作品。登場人物の一人・秦こころの周囲に浮かぶ面の中の一つに般若の面が確認できる[61]。
- Ghostwire: Tokyo - 2022年発売のアクションアドベンチャーゲームで、作中に般若面をかけた男が登場する[62]。